# Lemland
Lemland (fiń. Lemlanti) – miasto na Wyspach Alandzkich (autonomiczna część Finlandii). Według danych szacunkowych na rok 2016 liczy 2012 mieszkańców.

## Demografia
- Wykres liczby ludności Lemland na przestrzeni ostatnich stu lat

źródło: 